# Джоузефин Тей
Джоузефин Тей (на английски: Josephine Tey) е псевдоним на шотландската писателка на криминални романи Елизабет Макинтош (на английски: Elizabeth Mackintosh), под който тя създава най-успешните си произведения – романите от поредицата за инспектор Алън Грант от Скотланд Ярд. Под псевдонима Гордън Дейвиът (на английски: Gordon Daviot) писателката пише и пиеси на исторически и религиозни теми.

## Биография
Родена е в Инвърнес, Шотландия, в семейството на Колин Макинтош и Жозефин Хорн. Елизабет получава основно и средно образование в Кралската академия в Инвърнес, след което продължава обучението си в Колежа по физическо възпитание Anstey в Ърдингтън, предградие на Бирмингам. Годините на нейното образование съвпадат с времето на Първата световна война (1915 – 1918), и животът във Великобритания е много тежък. След завършването на колежа Елизабет в продължение на осем години работи като преподавател по физическо обучение в различни училища в Англия и Шотландия. През 1926 г. умира майка и, и младата учителка се връща в Инвърнес, за да се грижи за своя баща – инвалид. Там тя започва и кариерата си като писател, за да се откъсне от еднообразието на домашните задължения.
Първоначално тя публикува стихове и разкази в различни вестници под псевдонима Гордън Дейвиът. Защо изборът и пада върху името Гордън, не се знае, но Дейвиът е името на живописно място в Ивърнес, където писателката прекарва много щастливи празници със семейството си. Само четири от нейните пиеси са поставени на сцена докато е жива. Спектакълът по нейната пиеса „Ричард от Бордо“ има зашеметяващ успех и се играе в продължение на 14 месеца. Главната роля (Ричард II) е изиграна от известния актьор Джон Гилгуд, който по-късно става близък приятел на писателката. Друг успешен спектакъл е „Смеещото се момиче“, поставен през 1934 г.
Детективското и творчество започва с първия ѝ роман „Човекът в редицата“, който излиза през 1929 г. под псевдонима Джоузефин Tей. Джоузефин е първото име на майка и, а Тей е фамилното име на нейната баба.
В пет от криминалните и романи, които пише под името Джоузефин Тей, главен герой е инспекторът от Скотланд Ярд – Алън Грант. Грант се появява и в романа The Franchise Affair, но като второстепенен герой. Най-известният роман на писателката, който и донася и световна известност и популярност е „Дъщеря на времето“ (The Daughter of Time), в който инспектор Грант, докато е на лечение в болницата, се занимава с разрешаване на въпроса дали английският крал Ричард III (1483 – 1485) е заповядал да убият племенниците му Едуард и Ричард, затворени в лондонския Тауър. Инспектор Грант достига до категоричното заключение, че крал Ричард е напълно невинен за смъртта на принцовете, а вина за изчезването им носи следващия английски крал Хенри VII (1485 – 1509). През 1990 г. „Дъщеря на времето“ е избран за най-добър криминален роман на всички времена от Асоциацията на криминалните писатели (Crime Writers Association); а The Franchise Affair е единадесетият в същия списък от 100 книги.
През 1950 г. баща и умира и тя се връща в Лондон. Името и стои наравно с такива известни криминални писателки като Агата Кристи и Дороти Сейърс. Предсказват и блестящ творчески път, но през февруари 1952 г. тя умира на 55-годишна възраст в Лондон. Причината за смъртта и е тежка нелечима болест, от която тя страда от година, пазейки я в тайна от всички.
Биографичната информация за писателката е оскъдна. Елизабет Макинтош не се омъжва никога. Болезнено скромна и срамежлива, тя остава загадка и за най-близките си приятели. Не обича да се снима, избягва пресата и никога не дава интервюта, и има ограничен кръг от приятели и познати. Цялото си богатство, включително приходите от продажбата на книгите си, тя завещава на Националния фонд на Англия. Последното произведение на писателката – историческият роман „Капер“ излиза след смъртта и през 1952 г.

### Поредица за инспектор Алън Грант
- The Man in the Queue или Killer in the Crowd (1929)
- A Shilling for Candles (1936)
- The Franchise Affair (1948)
- To Love and Be Wise (1950)
- The Daughter of Time (1951)
- The Singing Sands (1952)

### Други романи
- Kif: An Unvarnished History (1929) [като Гордън Дейвиът]
- The Expensive Halo (1931)
- Miss Pym Disposes (1946) [като Джоузефин Тей]
- Brat Farrar или Come and Kill Me (1949)
- The Privateer (1952)

### Биографии
- Claverhouse (1937) [като Гордън Дейвиът] (биография на Джон Греъм, 1-ви виконт на Дънди)

### Пиеси
- Richard of Bordeaux (1932)
- Queen of Scots  (1934)
- The Laughing Woman (1936)
- The Stars Bow Down (1939)
- Leith Sands, Etc. (1946)
- The Little Dry Thorn (1947)
- Valerious (1948)

## Литературни награди
- 1969: Голяма награда за полицейски роман (Grand prix de littérature policière), за „Дъщеря на времето“.
- 1990: Най-добър криминален роман на всички времена от Асоциацията на криминалните писатели (Crime Writers' Association), за „Дъщеря на времето“.

## Екранизации
- „Млад и невинен“, 1937, Великобритания, режисьор Алфред Хичкок, по рамана A Shilling for Candles.
- The Franchise Affair, 1951, Великобритания
- The Franchise Affair, 1958, Великобритания
- The Franchise Affair, 1962, Великобритания
- Tätini kynä, 1963, Финландия
- Paranoiac (Brat Farrar), 1963, Великобритания
- „Пеещи пясъци“, 1963, Великобритания
- Brat Farrar, 1986, Великобритания
- The Franchise Affair, 1988, Великобритания